# Dóra Madarász
Dóra Madarász (Kecskemét, 3 september 1993) is een Hongaarse professioneel tafeltennisser. Zij speelt rechtshandig met de shakehandgreep.
Zij nam namens haar land deel aan de Olympische Zomerspelen 2020 maar won daar geen medailles

## Belangrijkste resultaten
- Brons in het dubbelspel op de Europese kampioenschappen 2012 met Britt Eerland.
- Brons in het dubbelspel op de Europese kampioenschappen 2016 met Szandra Pergel.
- Brons met het team op de Europese kampioenschappen 2011.
- Brons met het team op de Europese kampioenschappen 2019.